# Salztherme Lüneburg

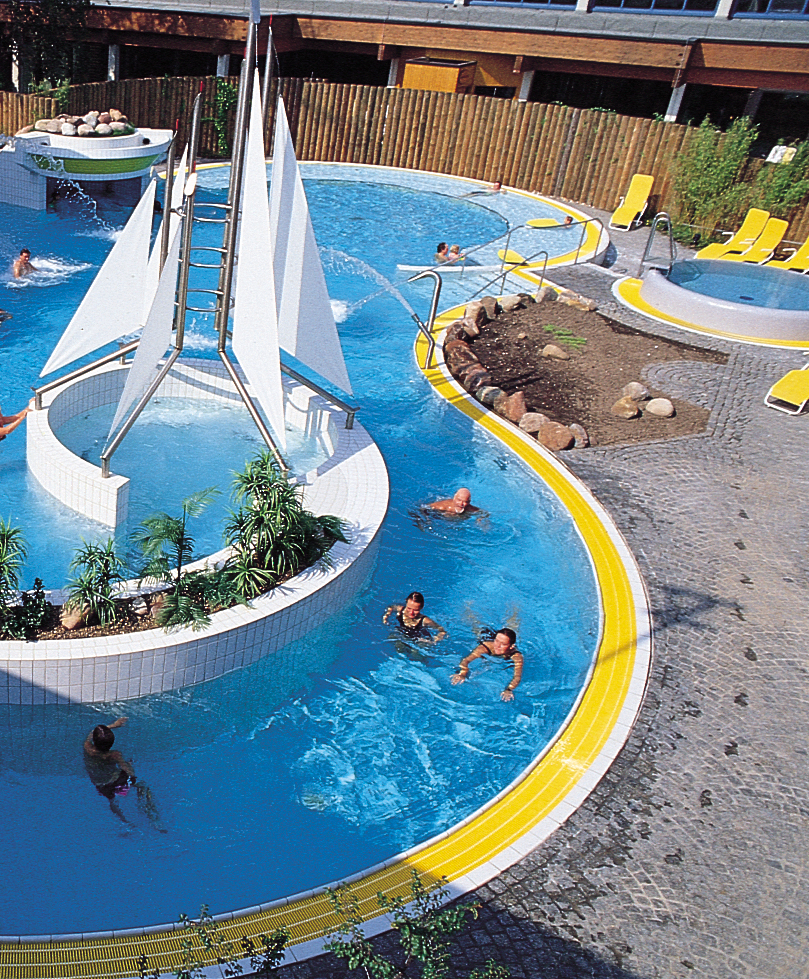
Strömungskanal Außenbecken (2010)

Die Salztherme Lüneburg (Kurzform: SaLü) ist ein Thermalbad am Kurpark in der Hansestadt Lüneburg in Niedersachsen. Mit einer Fläche von 8300 m² (davon rund 1700 m² Wasserfläche) ist es Norddeutschlands größtes und mit 380.000 Gästen im Jahr das meistbesuchte Erlebnisbad.

## Geschichte
Die Salztherme Lüneburg wurde am 24. April 1992 eröffnet. Betreiber ist die Kurzentrum Lüneburg Kurmittel GmbH.
Die Namen der Bereiche in der Therme sind an die Stadt Lüneburg und ihre Geschichte angelehnt.
Das „Wasserviertel“ ist der Name des Badebereichs, das „Baumhaus“ derjenige des Rutschenturms und „Lütter Stint“ ist der Name des Kinderbereichs. Die „Siederei“ hält als Bezeichnung für die Saunalandschaft her, „Lüne Düne“ ist wiederum die Bezeichnung für den Ruhebereich im Wasserviertel. Des Weiteren gibt es mit dem „Heidemoor“ einen Bereich mit Solebecken, die einen höheren Solegehalt haben. „Heidelauschen“ und „Heiderauschen“ sind die beiden unterschiedlichen Solebecken im Heidemoor.
Von 2018 bis 2021 wurde die Therme umfassend saniert und erweitert.
Am 11. Januar 2024 fanden in der Salztherme die Norddeutsche Wasserrutschen-Meisterschaft statt.

## Ausstattung
Neben dem Innen- und Außenbecken mit Strömungskanal, einem Wellenbecken, gibt es eine Saunalandschaft mit sieben Saunen, einem Dampfbad, Wellnessangeboten und gastronomischen Angeboten.
Im Erlebnisbereich gibt es drei Wasserrutschen, die Doppelwettkampfrutsche „Body2Racer“, die interaktive Rutsche „Black Hole“ sowie eine Kinderrutsche.
Angrenzend befindet sich das Sportbad Lüneburg. Es beinhaltet ein 25-Meter-Schwimmbecken mit Sprungturm (1- und 5-Meter-Brett). Das Sportbad kann separat oder in Kombination mit der Therme genutzt werden.
Neben der Therme befindet sich ein Fitnessstudio und ein Reha-Zentrum.